# Torre Lilli
La torre Lilli (o torre del Lilli) è una torre di Castiglione della Pescaia. La sua ubicazione è lungo la tortuosa via della Torre.

## Storia
Edificata lungo il circuito delle antiche mura pisane di Castiglione della Pescaia risalenti al X secolo, la torre di guardia fu costruita a protezione del lato del borgo che prospetta verso l'entroterra, un tempo interamente occupato dall'antico lago Prile. La sua originaria posizione lungo il perimetro murario perduto è facilmente intuibile osservando l'ubicazione dell'edificio turriforme rispetto alla vicina Portaccia, alla quale era collegata da un tratto di cortina muraria.
L'abbandono dell'antico insediamento pisano a vantaggio del borgo sopraelevato determinò un lento ed inesorabile declino della struttura turriforme, che nel corso dei secoli ebbe gradualmente un ruolo sempre più marginale rispetto alle originarie funzioni di avvistamento e di difesa.

## Descrizione
La torre Lilli, assieme alla torre di via Cristoforo Colombo e ai resti di un altro edificio turriforme in via delle Vacche, è una delle torri difensive supersititi delle perdute mura pisane. Si presenta a sezione quadrangolare, disposta su più livelli, priva di basamento a scarpa, con strutture murarie esterne interamente rivestite in pietra. Il lato meridionale della torre presenta una struttura di rinforzo sulla quale probabilmente si innestava la cortina muraria che la collegava alla struttura turriforme di via Cristoforo Colombo.
La torre è adibita ad abitazione privata.